# Оскар Хаєс
Оскар Хаєс (англ. Oscar Chajes; 14 грудня 1873, Броди — 28 лютого 1928, Нью-Йорк, США) — австрійський і американський шахіст.

## Біографія
Оскар Хаєс, за національністю єврей, народився в місті Броди (Королівство Галичини та Володимирії, Австро-Угорщина, тепер Україна).
1909 року переміг у відкритому чемпіонаті США з шахів в Ексельсіорі (штат Міннесота). Наступного року посів друге місце на аналогічному змаганні в Чикаго. У січні/лютому 1911 року поділив 3—4-е місце в Нью-Йорку після Френка Маршалла та Хосе Рауля Капабланки. У серпні/вересні 1911 року поділив 23—26-е місця в Карлсбаді (переможець — Ріхард Тайхманн), але йому присудили два призи за найкращі перемоги над Ксавери Тартаковером і Юліусом Перлісом. В 1913 році поділив 5-6-е місця в Нью-Йорку. В лютому/березні 1913 поділив 4—5-е місця в Гавані.
Під час Першої світової війни, в 1914 році, поділив 2-3-є місця в Нью-Йорку (виграв Едвард Ласкер). 1915 року поділив 3—4-е місця в Нью-Йорку. У січні/лютому 1916 року посів 3-є місце в Нью-Йорку (меморіал Райса, переможець — Капабланка). 1917 року переміг в чемпіонаті штату Нью-Йорк, що проходив у Рочестері. У липні 1918 року посів 2-е місце в Рай Біч, Нью-Йорк (після Авраама Купчика) В жовтні/листопаді 1918 року посів 4-е місце на чемпіонаті шахового клубу Манхеттена, що проходив в Нью-Йорку.
Після війни, у серпні 1919 року, посів 3-є місце в Трої, Нью-Йорк. В 1920 році поділив 1-2-е місце в Нью-Йорку. 1923 року поділив 17-18-е місця в Карлових Варах. 1923 року поділив 7-8-е місце на 9-му Американському шаховому конгресі. У 1923/1924 роках переміг у чемпіонаті шахового клубу Манхеттена, що проходив у Нью-Йорку. 1926 року посів 4-е місце в Нью-Йорку.
Хаєс зіграв два матчі проти Давида Яновського: програв у Гавані в 1913 (+0-2 =1) і виграв у Нью-Йорку 1916 (+7-5 =10).
Був останнім, хто перемагав Хосе Рауля Капабланку перед його восьмирічним періодом без поразок у 1916—1924 роках.
Помер у Нью-Йорку в 1928 році.

## Відома партія
|   | a | b | c | d | e | f | g | h |   |
| 8 | e8 чорна тура · f8 чорна тура · g8 чорний король · a7 білий пішак · b7 білий ферзь · g7 чорний пішак · b6 біла тура · h6 чорний пішак · d4 чорний ферзь · h4 білий кінь · d3 чорний пішак · e3 чорний пішак · f3 білий пішак · g3 білий пішак · h3 білий слон · e2 білий пішак · g2 білий король · h2 білий пішак | e8 чорна тура · f8 чорна тура · g8 чорний король · a7 білий пішак · b7 білий ферзь · g7 чорний пішак · b6 біла тура · h6 чорний пішак · d4 чорний ферзь · h4 білий кінь · d3 чорний пішак · e3 чорний пішак · f3 білий пішак · g3 білий пішак · h3 білий слон · e2 білий пішак · g2 білий король · h2 білий пішак | e8 чорна тура · f8 чорна тура · g8 чорний король · a7 білий пішак · b7 білий ферзь · g7 чорний пішак · b6 біла тура · h6 чорний пішак · d4 чорний ферзь · h4 білий кінь · d3 чорний пішак · e3 чорний пішак · f3 білий пішак · g3 білий пішак · h3 білий слон · e2 білий пішак · g2 білий король · h2 білий пішак | e8 чорна тура · f8 чорна тура · g8 чорний король · a7 білий пішак · b7 білий ферзь · g7 чорний пішак · b6 біла тура · h6 чорний пішак · d4 чорний ферзь · h4 білий кінь · d3 чорний пішак · e3 чорний пішак · f3 білий пішак · g3 білий пішак · h3 білий слон · e2 білий пішак · g2 білий король · h2 білий пішак | e8 чорна тура · f8 чорна тура · g8 чорний король · a7 білий пішак · b7 білий ферзь · g7 чорний пішак · b6 біла тура · h6 чорний пішак · d4 чорний ферзь · h4 білий кінь · d3 чорний пішак · e3 чорний пішак · f3 білий пішак · g3 білий пішак · h3 білий слон · e2 білий пішак · g2 білий король · h2 білий пішак | e8 чорна тура · f8 чорна тура · g8 чорний король · a7 білий пішак · b7 білий ферзь · g7 чорний пішак · b6 біла тура · h6 чорний пішак · d4 чорний ферзь · h4 білий кінь · d3 чорний пішак · e3 чорний пішак · f3 білий пішак · g3 білий пішак · h3 білий слон · e2 білий пішак · g2 білий король · h2 білий пішак | e8 чорна тура · f8 чорна тура · g8 чорний король · a7 білий пішак · b7 білий ферзь · g7 чорний пішак · b6 біла тура · h6 чорний пішак · d4 чорний ферзь · h4 білий кінь · d3 чорний пішак · e3 чорний пішак · f3 білий пішак · g3 білий пішак · h3 білий слон · e2 білий пішак · g2 білий король · h2 білий пішак | e8 чорна тура · f8 чорна тура · g8 чорний король · a7 білий пішак · b7 білий ферзь · g7 чорний пішак · b6 біла тура · h6 чорний пішак · d4 чорний ферзь · h4 білий кінь · d3 чорний пішак · e3 чорний пішак · f3 білий пішак · g3 білий пішак · h3 білий слон · e2 білий пішак · g2 білий король · h2 білий пішак | 8 |
| 7 | e8 чорна тура · f8 чорна тура · g8 чорний король · a7 білий пішак · b7 білий ферзь · g7 чорний пішак · b6 біла тура · h6 чорний пішак · d4 чорний ферзь · h4 білий кінь · d3 чорний пішак · e3 чорний пішак · f3 білий пішак · g3 білий пішак · h3 білий слон · e2 білий пішак · g2 білий король · h2 білий пішак | e8 чорна тура · f8 чорна тура · g8 чорний король · a7 білий пішак · b7 білий ферзь · g7 чорний пішак · b6 біла тура · h6 чорний пішак · d4 чорний ферзь · h4 білий кінь · d3 чорний пішак · e3 чорний пішак · f3 білий пішак · g3 білий пішак · h3 білий слон · e2 білий пішак · g2 білий король · h2 білий пішак | e8 чорна тура · f8 чорна тура · g8 чорний король · a7 білий пішак · b7 білий ферзь · g7 чорний пішак · b6 біла тура · h6 чорний пішак · d4 чорний ферзь · h4 білий кінь · d3 чорний пішак · e3 чорний пішак · f3 білий пішак · g3 білий пішак · h3 білий слон · e2 білий пішак · g2 білий король · h2 білий пішак | e8 чорна тура · f8 чорна тура · g8 чорний король · a7 білий пішак · b7 білий ферзь · g7 чорний пішак · b6 біла тура · h6 чорний пішак · d4 чорний ферзь · h4 білий кінь · d3 чорний пішак · e3 чорний пішак · f3 білий пішак · g3 білий пішак · h3 білий слон · e2 білий пішак · g2 білий король · h2 білий пішак | e8 чорна тура · f8 чорна тура · g8 чорний король · a7 білий пішак · b7 білий ферзь · g7 чорний пішак · b6 біла тура · h6 чорний пішак · d4 чорний ферзь · h4 білий кінь · d3 чорний пішак · e3 чорний пішак · f3 білий пішак · g3 білий пішак · h3 білий слон · e2 білий пішак · g2 білий король · h2 білий пішак | e8 чорна тура · f8 чорна тура · g8 чорний король · a7 білий пішак · b7 білий ферзь · g7 чорний пішак · b6 біла тура · h6 чорний пішак · d4 чорний ферзь · h4 білий кінь · d3 чорний пішак · e3 чорний пішак · f3 білий пішак · g3 білий пішак · h3 білий слон · e2 білий пішак · g2 білий король · h2 білий пішак | e8 чорна тура · f8 чорна тура · g8 чорний король · a7 білий пішак · b7 білий ферзь · g7 чорний пішак · b6 біла тура · h6 чорний пішак · d4 чорний ферзь · h4 білий кінь · d3 чорний пішак · e3 чорний пішак · f3 білий пішак · g3 білий пішак · h3 білий слон · e2 білий пішак · g2 білий король · h2 білий пішак | e8 чорна тура · f8 чорна тура · g8 чорний король · a7 білий пішак · b7 білий ферзь · g7 чорний пішак · b6 біла тура · h6 чорний пішак · d4 чорний ферзь · h4 білий кінь · d3 чорний пішак · e3 чорний пішак · f3 білий пішак · g3 білий пішак · h3 білий слон · e2 білий пішак · g2 білий король · h2 білий пішак | 7 |
| 6 | e8 чорна тура · f8 чорна тура · g8 чорний король · a7 білий пішак · b7 білий ферзь · g7 чорний пішак · b6 біла тура · h6 чорний пішак · d4 чорний ферзь · h4 білий кінь · d3 чорний пішак · e3 чорний пішак · f3 білий пішак · g3 білий пішак · h3 білий слон · e2 білий пішак · g2 білий король · h2 білий пішак | e8 чорна тура · f8 чорна тура · g8 чорний король · a7 білий пішак · b7 білий ферзь · g7 чорний пішак · b6 біла тура · h6 чорний пішак · d4 чорний ферзь · h4 білий кінь · d3 чорний пішак · e3 чорний пішак · f3 білий пішак · g3 білий пішак · h3 білий слон · e2 білий пішак · g2 білий король · h2 білий пішак | e8 чорна тура · f8 чорна тура · g8 чорний король · a7 білий пішак · b7 білий ферзь · g7 чорний пішак · b6 біла тура · h6 чорний пішак · d4 чорний ферзь · h4 білий кінь · d3 чорний пішак · e3 чорний пішак · f3 білий пішак · g3 білий пішак · h3 білий слон · e2 білий пішак · g2 білий король · h2 білий пішак | e8 чорна тура · f8 чорна тура · g8 чорний король · a7 білий пішак · b7 білий ферзь · g7 чорний пішак · b6 біла тура · h6 чорний пішак · d4 чорний ферзь · h4 білий кінь · d3 чорний пішак · e3 чорний пішак · f3 білий пішак · g3 білий пішак · h3 білий слон · e2 білий пішак · g2 білий король · h2 білий пішак | e8 чорна тура · f8 чорна тура · g8 чорний король · a7 білий пішак · b7 білий ферзь · g7 чорний пішак · b6 біла тура · h6 чорний пішак · d4 чорний ферзь · h4 білий кінь · d3 чорний пішак · e3 чорний пішак · f3 білий пішак · g3 білий пішак · h3 білий слон · e2 білий пішак · g2 білий король · h2 білий пішак | e8 чорна тура · f8 чорна тура · g8 чорний король · a7 білий пішак · b7 білий ферзь · g7 чорний пішак · b6 біла тура · h6 чорний пішак · d4 чорний ферзь · h4 білий кінь · d3 чорний пішак · e3 чорний пішак · f3 білий пішак · g3 білий пішак · h3 білий слон · e2 білий пішак · g2 білий король · h2 білий пішак | e8 чорна тура · f8 чорна тура · g8 чорний король · a7 білий пішак · b7 білий ферзь · g7 чорний пішак · b6 біла тура · h6 чорний пішак · d4 чорний ферзь · h4 білий кінь · d3 чорний пішак · e3 чорний пішак · f3 білий пішак · g3 білий пішак · h3 білий слон · e2 білий пішак · g2 білий король · h2 білий пішак | e8 чорна тура · f8 чорна тура · g8 чорний король · a7 білий пішак · b7 білий ферзь · g7 чорний пішак · b6 біла тура · h6 чорний пішак · d4 чорний ферзь · h4 білий кінь · d3 чорний пішак · e3 чорний пішак · f3 білий пішак · g3 білий пішак · h3 білий слон · e2 білий пішак · g2 білий король · h2 білий пішак | 6 |
| 5 | e8 чорна тура · f8 чорна тура · g8 чорний король · a7 білий пішак · b7 білий ферзь · g7 чорний пішак · b6 біла тура · h6 чорний пішак · d4 чорний ферзь · h4 білий кінь · d3 чорний пішак · e3 чорний пішак · f3 білий пішак · g3 білий пішак · h3 білий слон · e2 білий пішак · g2 білий король · h2 білий пішак | e8 чорна тура · f8 чорна тура · g8 чорний король · a7 білий пішак · b7 білий ферзь · g7 чорний пішак · b6 біла тура · h6 чорний пішак · d4 чорний ферзь · h4 білий кінь · d3 чорний пішак · e3 чорний пішак · f3 білий пішак · g3 білий пішак · h3 білий слон · e2 білий пішак · g2 білий король · h2 білий пішак | e8 чорна тура · f8 чорна тура · g8 чорний король · a7 білий пішак · b7 білий ферзь · g7 чорний пішак · b6 біла тура · h6 чорний пішак · d4 чорний ферзь · h4 білий кінь · d3 чорний пішак · e3 чорний пішак · f3 білий пішак · g3 білий пішак · h3 білий слон · e2 білий пішак · g2 білий король · h2 білий пішак | e8 чорна тура · f8 чорна тура · g8 чорний король · a7 білий пішак · b7 білий ферзь · g7 чорний пішак · b6 біла тура · h6 чорний пішак · d4 чорний ферзь · h4 білий кінь · d3 чорний пішак · e3 чорний пішак · f3 білий пішак · g3 білий пішак · h3 білий слон · e2 білий пішак · g2 білий король · h2 білий пішак | e8 чорна тура · f8 чорна тура · g8 чорний король · a7 білий пішак · b7 білий ферзь · g7 чорний пішак · b6 біла тура · h6 чорний пішак · d4 чорний ферзь · h4 білий кінь · d3 чорний пішак · e3 чорний пішак · f3 білий пішак · g3 білий пішак · h3 білий слон · e2 білий пішак · g2 білий король · h2 білий пішак | e8 чорна тура · f8 чорна тура · g8 чорний король · a7 білий пішак · b7 білий ферзь · g7 чорний пішак · b6 біла тура · h6 чорний пішак · d4 чорний ферзь · h4 білий кінь · d3 чорний пішак · e3 чорний пішак · f3 білий пішак · g3 білий пішак · h3 білий слон · e2 білий пішак · g2 білий король · h2 білий пішак | e8 чорна тура · f8 чорна тура · g8 чорний король · a7 білий пішак · b7 білий ферзь · g7 чорний пішак · b6 біла тура · h6 чорний пішак · d4 чорний ферзь · h4 білий кінь · d3 чорний пішак · e3 чорний пішак · f3 білий пішак · g3 білий пішак · h3 білий слон · e2 білий пішак · g2 білий король · h2 білий пішак | e8 чорна тура · f8 чорна тура · g8 чорний король · a7 білий пішак · b7 білий ферзь · g7 чорний пішак · b6 біла тура · h6 чорний пішак · d4 чорний ферзь · h4 білий кінь · d3 чорний пішак · e3 чорний пішак · f3 білий пішак · g3 білий пішак · h3 білий слон · e2 білий пішак · g2 білий король · h2 білий пішак | 5 |
| 4 | e8 чорна тура · f8 чорна тура · g8 чорний король · a7 білий пішак · b7 білий ферзь · g7 чорний пішак · b6 біла тура · h6 чорний пішак · d4 чорний ферзь · h4 білий кінь · d3 чорний пішак · e3 чорний пішак · f3 білий пішак · g3 білий пішак · h3 білий слон · e2 білий пішак · g2 білий король · h2 білий пішак | e8 чорна тура · f8 чорна тура · g8 чорний король · a7 білий пішак · b7 білий ферзь · g7 чорний пішак · b6 біла тура · h6 чорний пішак · d4 чорний ферзь · h4 білий кінь · d3 чорний пішак · e3 чорний пішак · f3 білий пішак · g3 білий пішак · h3 білий слон · e2 білий пішак · g2 білий король · h2 білий пішак | e8 чорна тура · f8 чорна тура · g8 чорний король · a7 білий пішак · b7 білий ферзь · g7 чорний пішак · b6 біла тура · h6 чорний пішак · d4 чорний ферзь · h4 білий кінь · d3 чорний пішак · e3 чорний пішак · f3 білий пішак · g3 білий пішак · h3 білий слон · e2 білий пішак · g2 білий король · h2 білий пішак | e8 чорна тура · f8 чорна тура · g8 чорний король · a7 білий пішак · b7 білий ферзь · g7 чорний пішак · b6 біла тура · h6 чорний пішак · d4 чорний ферзь · h4 білий кінь · d3 чорний пішак · e3 чорний пішак · f3 білий пішак · g3 білий пішак · h3 білий слон · e2 білий пішак · g2 білий король · h2 білий пішак | e8 чорна тура · f8 чорна тура · g8 чорний король · a7 білий пішак · b7 білий ферзь · g7 чорний пішак · b6 біла тура · h6 чорний пішак · d4 чорний ферзь · h4 білий кінь · d3 чорний пішак · e3 чорний пішак · f3 білий пішак · g3 білий пішак · h3 білий слон · e2 білий пішак · g2 білий король · h2 білий пішак | e8 чорна тура · f8 чорна тура · g8 чорний король · a7 білий пішак · b7 білий ферзь · g7 чорний пішак · b6 біла тура · h6 чорний пішак · d4 чорний ферзь · h4 білий кінь · d3 чорний пішак · e3 чорний пішак · f3 білий пішак · g3 білий пішак · h3 білий слон · e2 білий пішак · g2 білий король · h2 білий пішак | e8 чорна тура · f8 чорна тура · g8 чорний король · a7 білий пішак · b7 білий ферзь · g7 чорний пішак · b6 біла тура · h6 чорний пішак · d4 чорний ферзь · h4 білий кінь · d3 чорний пішак · e3 чорний пішак · f3 білий пішак · g3 білий пішак · h3 білий слон · e2 білий пішак · g2 білий король · h2 білий пішак | e8 чорна тура · f8 чорна тура · g8 чорний король · a7 білий пішак · b7 білий ферзь · g7 чорний пішак · b6 біла тура · h6 чорний пішак · d4 чорний ферзь · h4 білий кінь · d3 чорний пішак · e3 чорний пішак · f3 білий пішак · g3 білий пішак · h3 білий слон · e2 білий пішак · g2 білий король · h2 білий пішак | 4 |
| 3 | e8 чорна тура · f8 чорна тура · g8 чорний король · a7 білий пішак · b7 білий ферзь · g7 чорний пішак · b6 біла тура · h6 чорний пішак · d4 чорний ферзь · h4 білий кінь · d3 чорний пішак · e3 чорний пішак · f3 білий пішак · g3 білий пішак · h3 білий слон · e2 білий пішак · g2 білий король · h2 білий пішак | e8 чорна тура · f8 чорна тура · g8 чорний король · a7 білий пішак · b7 білий ферзь · g7 чорний пішак · b6 біла тура · h6 чорний пішак · d4 чорний ферзь · h4 білий кінь · d3 чорний пішак · e3 чорний пішак · f3 білий пішак · g3 білий пішак · h3 білий слон · e2 білий пішак · g2 білий король · h2 білий пішак | e8 чорна тура · f8 чорна тура · g8 чорний король · a7 білий пішак · b7 білий ферзь · g7 чорний пішак · b6 біла тура · h6 чорний пішак · d4 чорний ферзь · h4 білий кінь · d3 чорний пішак · e3 чорний пішак · f3 білий пішак · g3 білий пішак · h3 білий слон · e2 білий пішак · g2 білий король · h2 білий пішак | e8 чорна тура · f8 чорна тура · g8 чорний король · a7 білий пішак · b7 білий ферзь · g7 чорний пішак · b6 біла тура · h6 чорний пішак · d4 чорний ферзь · h4 білий кінь · d3 чорний пішак · e3 чорний пішак · f3 білий пішак · g3 білий пішак · h3 білий слон · e2 білий пішак · g2 білий король · h2 білий пішак | e8 чорна тура · f8 чорна тура · g8 чорний король · a7 білий пішак · b7 білий ферзь · g7 чорний пішак · b6 біла тура · h6 чорний пішак · d4 чорний ферзь · h4 білий кінь · d3 чорний пішак · e3 чорний пішак · f3 білий пішак · g3 білий пішак · h3 білий слон · e2 білий пішак · g2 білий король · h2 білий пішак | e8 чорна тура · f8 чорна тура · g8 чорний король · a7 білий пішак · b7 білий ферзь · g7 чорний пішак · b6 біла тура · h6 чорний пішак · d4 чорний ферзь · h4 білий кінь · d3 чорний пішак · e3 чорний пішак · f3 білий пішак · g3 білий пішак · h3 білий слон · e2 білий пішак · g2 білий король · h2 білий пішак | e8 чорна тура · f8 чорна тура · g8 чорний король · a7 білий пішак · b7 білий ферзь · g7 чорний пішак · b6 біла тура · h6 чорний пішак · d4 чорний ферзь · h4 білий кінь · d3 чорний пішак · e3 чорний пішак · f3 білий пішак · g3 білий пішак · h3 білий слон · e2 білий пішак · g2 білий король · h2 білий пішак | e8 чорна тура · f8 чорна тура · g8 чорний король · a7 білий пішак · b7 білий ферзь · g7 чорний пішак · b6 біла тура · h6 чорний пішак · d4 чорний ферзь · h4 білий кінь · d3 чорний пішак · e3 чорний пішак · f3 білий пішак · g3 білий пішак · h3 білий слон · e2 білий пішак · g2 білий король · h2 білий пішак | 3 |
| 2 | e8 чорна тура · f8 чорна тура · g8 чорний король · a7 білий пішак · b7 білий ферзь · g7 чорний пішак · b6 біла тура · h6 чорний пішак · d4 чорний ферзь · h4 білий кінь · d3 чорний пішак · e3 чорний пішак · f3 білий пішак · g3 білий пішак · h3 білий слон · e2 білий пішак · g2 білий король · h2 білий пішак | e8 чорна тура · f8 чорна тура · g8 чорний король · a7 білий пішак · b7 білий ферзь · g7 чорний пішак · b6 біла тура · h6 чорний пішак · d4 чорний ферзь · h4 білий кінь · d3 чорний пішак · e3 чорний пішак · f3 білий пішак · g3 білий пішак · h3 білий слон · e2 білий пішак · g2 білий король · h2 білий пішак | e8 чорна тура · f8 чорна тура · g8 чорний король · a7 білий пішак · b7 білий ферзь · g7 чорний пішак · b6 біла тура · h6 чорний пішак · d4 чорний ферзь · h4 білий кінь · d3 чорний пішак · e3 чорний пішак · f3 білий пішак · g3 білий пішак · h3 білий слон · e2 білий пішак · g2 білий король · h2 білий пішак | e8 чорна тура · f8 чорна тура · g8 чорний король · a7 білий пішак · b7 білий ферзь · g7 чорний пішак · b6 біла тура · h6 чорний пішак · d4 чорний ферзь · h4 білий кінь · d3 чорний пішак · e3 чорний пішак · f3 білий пішак · g3 білий пішак · h3 білий слон · e2 білий пішак · g2 білий король · h2 білий пішак | e8 чорна тура · f8 чорна тура · g8 чорний король · a7 білий пішак · b7 білий ферзь · g7 чорний пішак · b6 біла тура · h6 чорний пішак · d4 чорний ферзь · h4 білий кінь · d3 чорний пішак · e3 чорний пішак · f3 білий пішак · g3 білий пішак · h3 білий слон · e2 білий пішак · g2 білий король · h2 білий пішак | e8 чорна тура · f8 чорна тура · g8 чорний король · a7 білий пішак · b7 білий ферзь · g7 чорний пішак · b6 біла тура · h6 чорний пішак · d4 чорний ферзь · h4 білий кінь · d3 чорний пішак · e3 чорний пішак · f3 білий пішак · g3 білий пішак · h3 білий слон · e2 білий пішак · g2 білий король · h2 білий пішак | e8 чорна тура · f8 чорна тура · g8 чорний король · a7 білий пішак · b7 білий ферзь · g7 чорний пішак · b6 біла тура · h6 чорний пішак · d4 чорний ферзь · h4 білий кінь · d3 чорний пішак · e3 чорний пішак · f3 білий пішак · g3 білий пішак · h3 білий слон · e2 білий пішак · g2 білий король · h2 білий пішак | e8 чорна тура · f8 чорна тура · g8 чорний король · a7 білий пішак · b7 білий ферзь · g7 чорний пішак · b6 біла тура · h6 чорний пішак · d4 чорний ферзь · h4 білий кінь · d3 чорний пішак · e3 чорний пішак · f3 білий пішак · g3 білий пішак · h3 білий слон · e2 білий пішак · g2 білий король · h2 білий пішак | 2 |
| 1 | e8 чорна тура · f8 чорна тура · g8 чорний король · a7 білий пішак · b7 білий ферзь · g7 чорний пішак · b6 біла тура · h6 чорний пішак · d4 чорний ферзь · h4 білий кінь · d3 чорний пішак · e3 чорний пішак · f3 білий пішак · g3 білий пішак · h3 білий слон · e2 білий пішак · g2 білий король · h2 білий пішак | e8 чорна тура · f8 чорна тура · g8 чорний король · a7 білий пішак · b7 білий ферзь · g7 чорний пішак · b6 біла тура · h6 чорний пішак · d4 чорний ферзь · h4 білий кінь · d3 чорний пішак · e3 чорний пішак · f3 білий пішак · g3 білий пішак · h3 білий слон · e2 білий пішак · g2 білий король · h2 білий пішак | e8 чорна тура · f8 чорна тура · g8 чорний король · a7 білий пішак · b7 білий ферзь · g7 чорний пішак · b6 біла тура · h6 чорний пішак · d4 чорний ферзь · h4 білий кінь · d3 чорний пішак · e3 чорний пішак · f3 білий пішак · g3 білий пішак · h3 білий слон · e2 білий пішак · g2 білий король · h2 білий пішак | e8 чорна тура · f8 чорна тура · g8 чорний король · a7 білий пішак · b7 білий ферзь · g7 чорний пішак · b6 біла тура · h6 чорний пішак · d4 чорний ферзь · h4 білий кінь · d3 чорний пішак · e3 чорний пішак · f3 білий пішак · g3 білий пішак · h3 білий слон · e2 білий пішак · g2 білий король · h2 білий пішак | e8 чорна тура · f8 чорна тура · g8 чорний король · a7 білий пішак · b7 білий ферзь · g7 чорний пішак · b6 біла тура · h6 чорний пішак · d4 чорний ферзь · h4 білий кінь · d3 чорний пішак · e3 чорний пішак · f3 білий пішак · g3 білий пішак · h3 білий слон · e2 білий пішак · g2 білий король · h2 білий пішак | e8 чорна тура · f8 чорна тура · g8 чорний король · a7 білий пішак · b7 білий ферзь · g7 чорний пішак · b6 біла тура · h6 чорний пішак · d4 чорний ферзь · h4 білий кінь · d3 чорний пішак · e3 чорний пішак · f3 білий пішак · g3 білий пішак · h3 білий слон · e2 білий пішак · g2 білий король · h2 білий пішак | e8 чорна тура · f8 чорна тура · g8 чорний король · a7 білий пішак · b7 білий ферзь · g7 чорний пішак · b6 біла тура · h6 чорний пішак · d4 чорний ферзь · h4 білий кінь · d3 чорний пішак · e3 чорний пішак · f3 білий пішак · g3 білий пішак · h3 білий слон · e2 білий пішак · g2 білий король · h2 білий пішак | e8 чорна тура · f8 чорна тура · g8 чорний король · a7 білий пішак · b7 білий ферзь · g7 чорний пішак · b6 біла тура · h6 чорний пішак · d4 чорний ферзь · h4 білий кінь · d3 чорний пішак · e3 чорний пішак · f3 білий пішак · g3 білий пішак · h3 білий слон · e2 білий пішак · g2 білий король · h2 білий пішак | 1 |
|   | a | b | c | d | e | f | g | h |   |

Хаєс отримав два призи за найкращі партії в Карлових Варах 1911, в тому числі за цю перемогу білими над Юліусом Перлісом (Див. схему праворуч. Примітки Вальтера Корна.)
34. a8 (Q)!!
Здається, що чорні у безпеці, маючи два просунутих пішаки, що погрожують перетворенням. Суть цієї пастки стає зрозумілою завдяки наступному ходу білих.
34. … Rxa8
35. Rxh6!!
Білі погрожують 36.Be6 # і 35…gxh6 36.Be6+ Kh8 37.Ng6# також призводить до мату, отже чорні прикривають е6.
35. … Rae8
36. Qb3+ Rf7
37. Re6!
Корн ставить знак оклику, але 37.Rh8 + також виграє швидко.
37. … Rxe6
38. Bxe6 dxe2
39. Bxf7+ чорні здались.